# Теландер, Расмус
Расмус Теландер (дат. Rasmus Thelander; род. 9 июля 1991[…], Копенгаген) — датский футболист, защитник  клуба «Ольборг».

## Клубная карьера
Теландер — воспитанник в клуба «Академиск». В 2009 году он дебютировал за основную команду в первом датском дивизионе. Летом 2012 года Расмус перешёл в «Ольборг». 13 июля в матче против «Орхуса» он дебютировал в датской Суперлиге. 20 мая 2013 года в поединке против «Рандерс» Теландер забил свой первый гол за «Ольборг». В 2014 году он помог команде выиграть чемпионат и завоевать Кубок Дании.
Летом 2015 года Теландер перешёл в греческий «Панатинаикос». В матче против «Левадиакоса» он дебютировал в греческой Суперлиге. 3 октября в поединке против «Ксанти» Расмус забил свой первый гол за «Панатинаикос».
Летом 2017 года Теландер подписал двухлетний контракт со швейцарским «Цюрихом». В матче против «Лозанны» он дебютировал в швейцарской Суперлиге.
В мае 2018 года подписал трёхлетний контракт с нидерландским клубом «Витесс». В августе 2019 года вернулся в «Ольборг».

## Достижения
«Ольборг»
- Чемпионат Дании по футболу — 2013/2014
- Обладатель Кубка Дании — 2014